# Лука Карабатић
Лука Карабатић (фр. Luka Karabatic; Стразбур, 19. април 1988) француски је рукометаш и репрезентативац који тренутно игра за француског прволигаша Париз Сен Жермен на позицији пивота.
Лука долази из спортске породице у којој је отац Бранко био рукометни голман док је старији брат Никола Карабатић великан светског рукомета.
Са репрезентацијом је је освојио злато на Светском првенству 2015. у Катару и 2017. године у Француској и Европском првенству 2014. у Данској, сребро на Олимпијским играма 2016. у Рио де Жанеиру и бронзу на Светском првенству 2019. у Данској и Њемачкој и Европском првенству 2018. у Хрватској.

## Клупски трофеји

### Монпеље
- Првенство Француске: 2008, 2009, 2010, 2011, 2012.
- Куп Француске: 2008, 2009, 2010, 2012.
- Лига куп Француске: 2010, 2011, 2012.
- Суперкуп Француске: 2011, 2012.

### Париз Сен Жермен
- Првенство Француске: 2016, 2017, 2018, 2019.
- Куп Француске: 2018.
- Лига куп Француске: 2017, 2018, 2019.
- Суперкуп Француске: 2016, 2017.